# علی سعیدی
علی سعیدی (۱۲۵۹ در ساوه - ۱۳۴۷ در ساوه) شاعر و یکی از بزرگان شهرستان ساوه است.

## زندگی

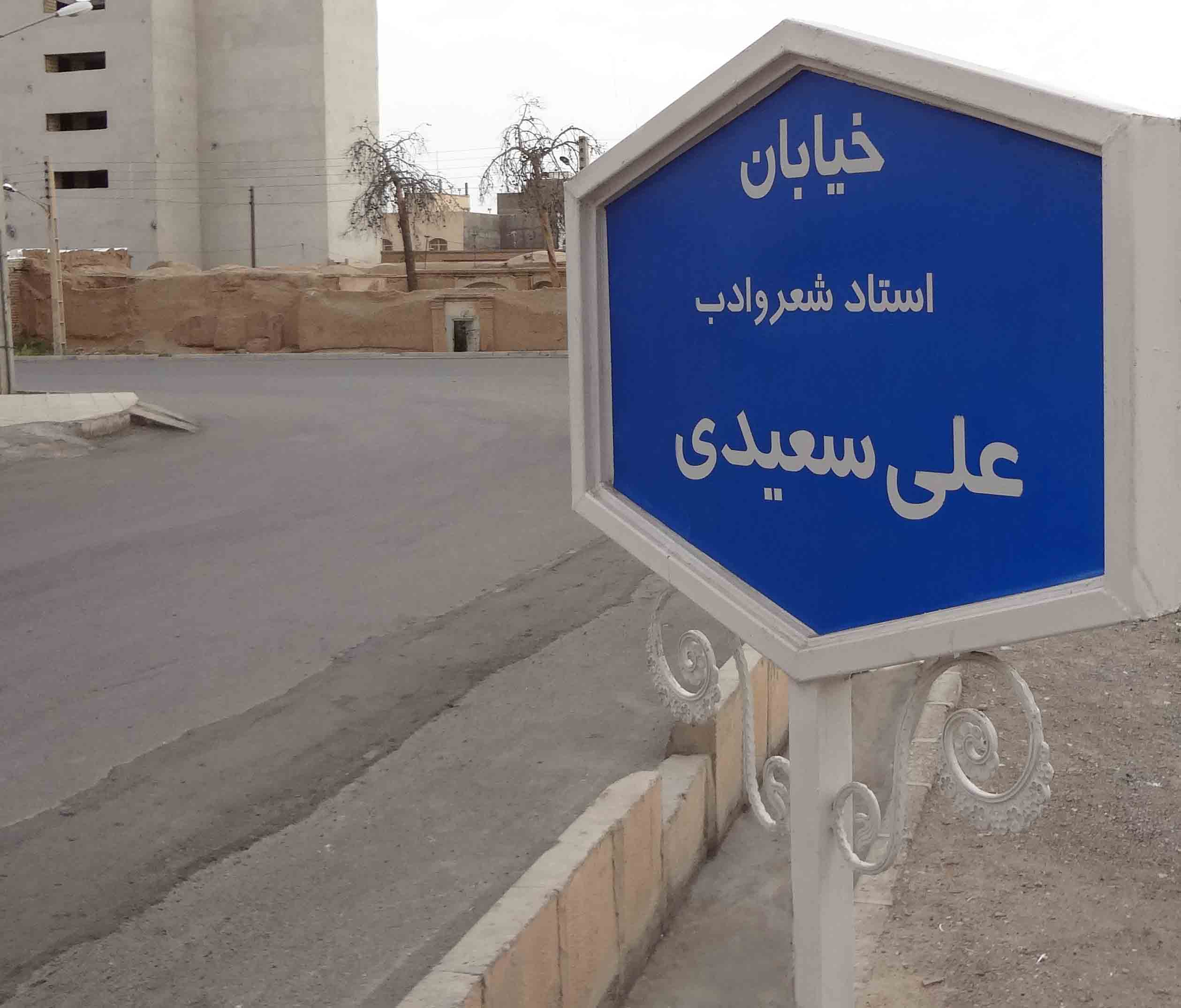
خیابان نامگذاری شده به نام علی سعیدی در شهرستان ساوه

علی سعیدی فرزند حاج آقا رحیم، زاده ۱۲۵۹ خورشیدی در شهرستان ساوه و صاحب دیوان اشعار «کلیات نسیم بهشت» است. وی با اینکه شغل بازرگانی داشت، تجوید قرائت قرآن و مسائل شرعیه را نیز به مشتاقان این علوم می آموختند.

## آثار
نام اثر وی کلیات نسیم بهشت است که شامل غزلیات، قصائد، تضمینات و مسمطات می‌باشد. او این اشعار را در طی عمر ۸۸ ساله خود سرود. پس از مرگ او، تمامی اشعار وی توسط آخرین فرزندش گردآوری و ویرایش گردید. به علت گذر سال‌ها و آسیب دیدن بعضی از نسخه‌های خطی شاعر، جمع‌آوری و دسته‌بندی آنها چندین سال طول کشید. بعد از تلاش‌های بسیار، برای اولین بار گزیده اشعار علی سعیدی تحت عنوان «نسیم بهشت» در سال ۱۳۷۲ خورشیدی توسط حوزه هنری سازمان تبلیغات چاپ گردید و در نهایت بالغ بر ۵۰۰۰ بیت از اشعار وی در قالب دیوان اشعار «کلیات نسیم بهشت» در سال ۱۳۸۴ خورشیدی با حمایت معاونت فرهنگی وزارت فرهنگ و ارشاد منتشر گردید.

### بخش‌ها
از ویژگی‌های دیوان اشعار «کلیات نسیم بهشت»، تنوع قالب‌های شعری می‌باشد. این دیوان مشتمل بر غزلیات، قصائد، تضمینات و مسمطات می‌باشد. تضمینات آورده شده در این دیوان از بزرگانی چون حافظ، سعدی و خاقانی می‌باشد. از دیگر ویژگی‌های برجسته این دیوان، تضمین‌های بجا و سرودن اشعاری بسیار هماهنگ با آنها است، به گونه‌ای که تشخیص آنها از بیت‌های سروده شده توسط شاعر بسیار دشوار می‌باشد. اشعار علی سعیدی عمدتاً حاوی توحیدنامه، مدح ائمه اطهار و پند و اندرز می‌باشند. همچنین در بسیاری از اشعار، استفاده از واژه ایران یا دیگر واژه‌های شناخته شده اساطیری، بسیار مشهود می‌باشد.

#### غزلیات
غزل زیر از دیوان اشعار کلیات نسیم بهشت می‌باشد.
| ما مست و خراب از می میخانهٔ عشقیم  |  | آباد نگردیم که ویرانهٔ عشقیم     |
| ای عاقل فرزانه – ز رندان مطلب عقل |  | ما عقل چه دانیم که دیوانهٔ عشقیم |
| غرقیم چو غواص به دریای معارف      |  | وندر طلب گوهر یکدانهٔ عشقیم      |
| ما بال و پر و جان سر خویش بسوزیم  |  | یعنی که همه پیرو پروانهٔ عشقیم   |
| زین زن صفتان رشته الفت ببریدیم    |  | تا در کنف همت مردانهٔ عشقیم      |
| گویند سعیدی ز کجا یافت سعادت      |  | مسعود ز بخشایش شاهانهٔ عشقیم     |

#### قصائد
ابیات زیر بخشی از قصیده ای است که وی در مدح خامس آل عبا سروده است.
| ماه من بر رخ چو افشان زلف مشک آسا کند |  | سنبل تر را طراز لالهٔ حمرا کند       |
| طرّهٔ عنبر فشان را چون فشاند گرد رخ     |  | این دل شوریده را سرگشته و شیدا کند  |
| گاه از چشم مکحّل نشترم بر دل زند       |  | گاه از زلف مسلسل رشته‌ام برپا کند    |
| گاه با زنجیر گیسو بند بر دلها نهد     |  | گاه با شمشیر ابرو حمله بر جانها کند |
| گاه از ابرو به روی مه کشد از ناز تیغ  |  | گاه از گیسو رسن بر گردن جوزا کند    |
| چونکه بر رخسار سیمین زلف مشکین افکند  |  | روز را بر چشم مردم چون شب یلدا کند  |

## درگذشت
علی سعیدی در سحرگاه یکی از روزهای اردیبهشت ماه سال ۱۳۴۷ خورشیدی در اثر سکتهٔ قلبی درگذشت. وی در امامزاده سید علی اصغر شهرستان ساوه به خاک سپرده شد.

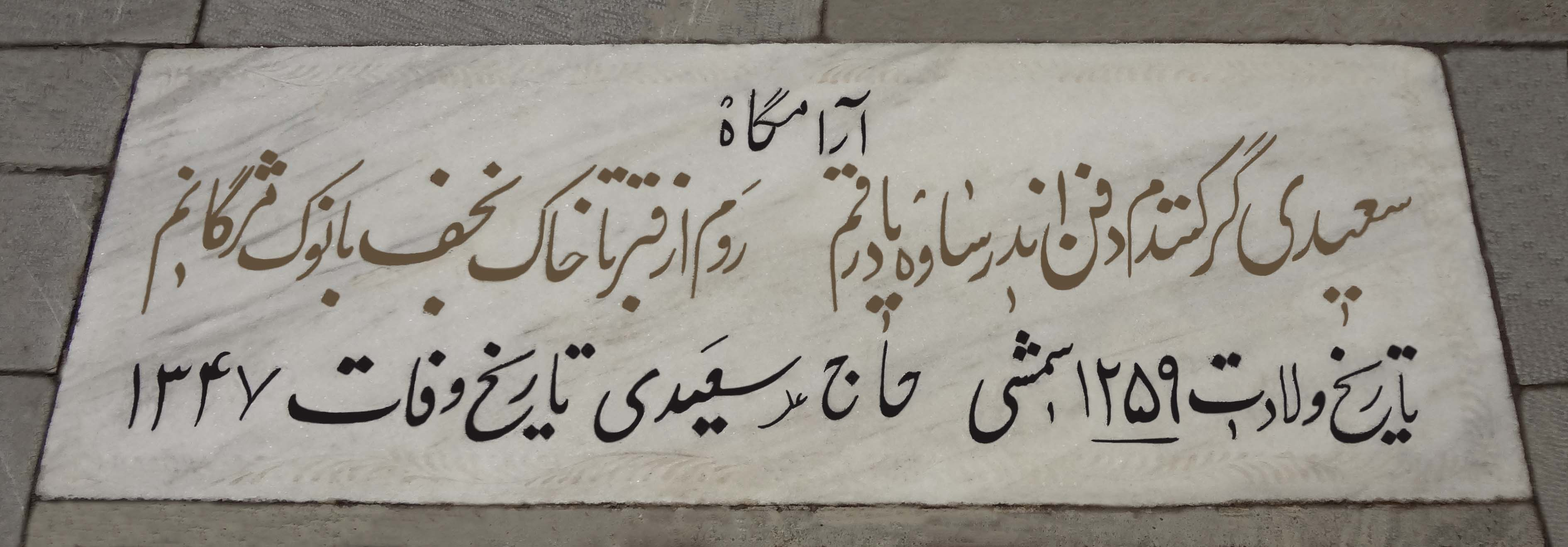
سنگ مزار علی سعیدی که شعری از وی روی آن حک شده است